# 喬伊 (阿肯色州)
喬伊（英語：Joy）是位於美國阿肯色州懷特縣的一個非建制地區。該地的面積和人口皆未知。

## 地理
喬伊的座標為35°17′15″N 91°57′02″W / 35.28750°N 91.95056°W，而該地的平均海拔高度為232米（即761英尺）。